# Кондращенко, Елена Владимировна
Елена Владимировна Кондращенко (род. 24 августа 1955, Харьков) — советский и украинский специалист в отрасли строительного производства и изделий, доктор технических наук (2004), профессор (2006), одна из соавторов открытия «Закономерность объёмных изменений в структурирующихся коллоидных системах» (2002), заведующая кафедрой технологии строительного производства и строительных материалов (2013—2020).

## Биография
Родилась 24 августа 1955 года в Харькове. Отец — Бабушкин, Владимир Иванович (1930—2007) — доктор технических наук, профессор, заведующий кафедрой строительных материалов Харьковского инженерно-строительного института (сейчас — Харьковский национальный технический университет строительства и архитектуры); создал научную школу по физико-химии строительных материалов и защиты строительных конструкций от коррозии, подготовил 39 кандидатов и 10 докторов наук. Мать — Бабушкина Галина Ивановна (род. 1933), работала преподавателем начертательной геометрии в Харьковском институте общественного питания (сейчас — Харьковский государственный университет питания и торговли).
В 1972 году — окончила Харьковскую политехническую школу № 133.
1972—1978 годы — студентка Харьковского политехнического института (сейчас — Национальный технический университет «Харьковский политехнический институт») (НТУ «ХПИ»)).
1979—1982 годы — аспирантка кафедры химической технологии вяжущих веществ НТУ «ХПИ».
С 1982 года начала научно-преподавательскую деятельность в Харьковском институте инженеров коммунального строительства (сейчас — Харьковский национальный университет городского хозяйства имени А. Н. Бекетова) на должности младшего научного сотрудника кафедры технологии строительного производства и строительных материалов.
- 1983 — защитила кандидатскую диссертацию на тему «Тампонажные цементы для сильноагрессивных магнезиальных сред».
- 1986 — избрана ассистенткой кафедры технологии строительного производства и строительных материалов.
- 1986—1999 годы — куратор академических студенческих групп.
- 1991 — переведена на должность доцента.
- 1992 — присвоено учёное звание доцента.
- 1999—2002 годы — проходит обучение в докторантуре с отрывом от производства (научный руководитель В. П. Пустовойтов — профессор, доктор технических наук, проректор по научной работе (1979—1997) Харьковской государственной академии городского хозяйства).
- 2002 — получила в соавторстве диплом об открытии «Закономерность объёмных изменений в структурирующихся коллоидных системах» и памятную медаль.
- 2004 — защитила докторскую диссертацию на тему «Гипсовые строительные материалы повышенной прочности и водостойкости (физико-химические и энергетические основы)».
- 2005 — избрана на должность профессора кафедры технологии строительного производства и строительных материалов.
- 2006 — присвоено учёное звание профессора.
- 2013—2020 — заведующая кафедрой технологии строительного производства и строительных материалов.
- 2020 — профессор кафедры технологии строительного производства и строительных материалов.

## Педагогическая деятельность
После окончания аспирантуры Харьковского политехнического института (НТУ «ХПИ») в 1982 году была направлена в Харьковский институт инженеров коммунального строительства (Университет) на кафедру технологии строительного производства и строительных материалов, где работает и в настоящее время. За эти годы она прошла путь от младшего научного сотрудника до заведующей кафедрой.
На кафедре много лет заведовала секцией «Строительных материалов». С 1986 года по 1999 год была куратором академических студенческих групп, читала лекции по дисциплине «Строительное материаловедение» для студентов 2 курса всех строительных специальностей; спецкурсы «Композиционные строительные материалы» и «Научные исследования» для студентов 4 и 5 курсов специальности «Городское строительство и хозяйство»; «Коррозия и защита строительных материалов и конструкций» для студентов 5 курса всех строительных специальностей; спецкурс для магистров-архитекторов «Новейшие отделочные строительные материалы, изделия и конструкции». Слушателями её лекций сегодня являются студенты, аспиранты, преподаватели университета, а также специалисты строительной отрасли.
За годы преподавательской работы подготовлено и напечатано около 30 методических изданий. Каждый год под её руководством студенты готовят доклады для участия в научных конференциях, посвящённых актуальным темам в строительной отрасли, публикуют статьи и тезисы докладов в сборниках трудов нашего университета («XXXV научно-техническая конференция преподавателей, аспирантов и сотрудников Харьковской национальной академии городского хозяйства» (2010), «Устойчивое развитие городов» (2012, 2013), «Будівництво, реконструкція і відновлення будівель міського господарства» (2014), «Эффективные технологические решения в строительстве с использованием бетонов нового поколения» (2015)
Уделяя большое внимание подготовке кадров высокой квалификации, в 2005 году стала инициатором открытия аспирантуры на кафедре по специальности 05.23.05 — строительные материалы и изделия и подготовила двух кандидатов технических наук (А. А. Баранова, А. О. Атинян), которые остались работать на кафедре после успешной защиты диссертаций. Сейчас под её руководством готовится к защите кандидатской диссертации аспирант Ерохина А. В.
Благодаря высокому научно-педагогическому уровню, профессиональным и человеческим качествам Елена Владимировна пользуется уважением и авторитетом среди студенческой молодёжи. Её ученики успешно работают в университетах, на предприятиях Украины и многих других стран.

## Научная деятельность
Научные интересы Елены Владимировны Кондращенко относятся к физико-химическим основам производства строительных материалов, повышения эффективного использования материальных ресурсов и снижения энерго- и материалоёмкости выпускаемой продукции.
Её научные разработки подтверждены 27 авторскими свидетельствами и патентами Украины и России. В 2002 году она вместе с соавторами В. И. Бабушкиным и Б. В. Гусевым от Международной ассоциации авторов научных открытий получила памятную медаль и диплом об открытии «Закономерность объёмных изменений в структурирующихся коллоидных системах».

### Научные разработки Е. В. Кондращенко
І. На основе термодинамических расчётов Е. В. Кондращенко разработана модель, технология и промышленно-исследовательская установка обжига гипса в скоростном потоке теплоносителя с получением прочного гипсового вяжущего преимущественно α-модификации.
С учётом физико-химических процессов:
— научно обоснован эффективный способ термической обработки гипса с точки зрения повышения экономичности процесса обжига и улучшения качества получаемого продукта, а именно полугидрата сульфата кальция α-формы повышенной прочности и водостойкости;
— исследован механизм процессов структурирования коллоидно-химических явлений, что дало возможность научно обосновать выбор добавок, упрочняющих структуру гипсового камня;
— для подбора составов безусадочных строительных материалов исследованы причины объёмных изменений гипсового камня.
В трудах и исследованиях Е. В. Кондращенко дальнейшее развитие приобрело совершенствование технологии производства гипсовых вяжущих и изделий на их основе, интенсификация процессов получения плотных и ячеистых гипсобетонов самого различного назначения на новых теоретически обоснованных и подтверждённых на практике научных позициях. На предложенный способ выжигания гипса получен патент Украины № 31289 «Способ выжигания гипса в повисшем состоянии при повышенном давлении» (Спосіб випалу гіпсу у завислому стані при підвищеному тиску).
ІІ. На протяжении 15 лет под руководством Е. В. Кондращенко проводились теоретические и экспериментальные исследования по разработке гидроизоляционных составов проникающего действия. Теоретические разработки базировались на расчётах констант ионных равновесий в системах вяжущее-вода с добавками в виде растворов электролитов, учёте коллоидно-химических явлений и электроповерхностных свойств дисперсных частиц и новообразований в цементных системах. В результате были разработаны и защищены патентом Украины № 73395 «Композиция проникающего действия для восстановления разрушенного бетона» (Композиція проникної дії для відновлення зруйнованого бетону) гидроизоляционные составы проникающего действия «Виатрон» в виде сухих строительных смесей. Они имеют все положительные свойства, как традиционных защитных материалов, так и смесей проникающего действия, для которых характерна не только адгезионная, но и когезионная прочность. В ассортимент разработанных составов проникающего действия входят: расширяющиеся сухие смеси быстрого твердения, способные не только устранить течь в считанные минуты и залечить бетон вокруг каверны, но и предотвратить появление новых протечек; составы для ремонта железобетонных конструкций, где в качестве добавок введены ингибиторы и преобразователи ржавчины для защиты и приведения арматуры в пассивное состояние.
Специальная формула гидроизоляционного состава позволяет инициировать осмотический процесс в поверхностном слое конструкции и, вследствие этого, герметизации пор в теле конструкции, что делает её водонепроницаемой. При этом гелевые поры остаются открытыми, что позволяет конструкции «дышать».
ІІІ. Одним из важнейших направлений развития строительного комплекса Украины на сегодняшний день является экономия энергозатрат и снижение себестоимости строительных материалов и изделий на их основе, что необходимо для удешевления технологий производства минеральных теплоизоляционных материалов в виде лёгких заполнителей для бетонов и растворов, к которым принадлежит вспученный вермикулит. Поэтому усовершенствование технологии получения вспученного вермикулита путём направленного изменения структуры минералов выходного сырья, что приводит к понижению температуры вспучивания, является актуальным и перспективным. Для этого была разработана низкотемпературная технология получения вспученного вермикулита. Разработки проводились на отечественном сырье, что позволило отказаться от импорта этого востребованного теплоизоляционного материала. Полученный вспученный вермикулит отвечает основным современным требованиям, таким как: экологическая чистота, высокие теплоизоляционные свойства, хорошая адгезия со связующим, достаточная прочность, пожаробезопасность.
По вопросам разработки теоретических основ получения сухих строительных смесей для защитных покрытий проникающего действия по бетону и железобетону Елена Владимировна сотрудничает с отечественными и зарубежными высшими учебными заведениями. Е. В. Кондращенко как представитель научной школы внесла весомый вклад в развитие научного потенциала Университета.

## Публикации
Е. В. Кондращенко — автор и соавтор более 230 научных трудов, которые изданы как на Украине, так и за рубежом, а именно:
- 4 монографии;
- более 140 научных статей и тезисов докладов;
- 55 учебно-методических и справочных изданий;
- 30 изобретений.

Список опубликованных работ и изобретений профессора Е. В. Кондращенко см. в разделе «Ссылки».